# 伊達柱
『伊達柱』（だてばしら）は、霜月かいりによる日本の漫画作品。『ガンガン戦-IXA-』で2009年冬の陣からウェブコミック配信サイト『ガンガンONLINE』で2010年3月18日更新分から平行連載していた。戦国時代を舞台としたコラム漫画。

## 単行本
- 1巻 2011年1月 ISBN 978-4-7575-3126-0